# Danh sách nhân vật trong Dynasty Warriors
Dynasty Warriors là một loạt trò chơi điện tử đối kháng theo thể loại hành động, đi cảnh (từng màn) lấy bối cảnh từ thời đại Tam Quốc trong lịch sử Trung Quốc. Trò chơi điện tử này lấy nguồn cảm hứng từ các trận chiến kinh điển trong lịch sử thời Tam Quốc và đặc biệt là trò chơi đã xây dựng nên hệ thống các nhân vật phong phú, đa dạng và đầy cá tính để người chơi tùy chọn nhập vai. 

## Tổng quan
Số lượng các nhân vật được tăng thêm từ các phiên bản của Dynasty Warriors. Từ những nhóm nhân vật cơ bản đầu tiên trong các phiên bản 1 và 2 đến các phiên bản thứ 3, thứ tư, Dynasty Warrior 5 được tăng lên đáng kể. Bắt đầu chỉ có 3 phe chơi cơ bản là Shu (Thục), Wei (Ngụy) và Wu (Ngô) thì đã được mở rộng thêm các đối tượng Others (những anh hùng khác) và đến phiên bản thứ 7 thì mở rộng thêm phe Jin (Tấn).
Tính đến phiên bản Dynasty Warriors 5, tất cả có 48 nhân vật. Tuy nhiên đến phiên bản Dynasty Warriors 8, số lượng nhân vật này đã tăng đáng kể lên 82 nhân vật để người chơi có thể lựa chọn. Không phải tất cả các nhân vật người chơi khi bắt đầu đều có thể lựa chọn, một số nhân vật cơ bản sẽ được xuất hiện ngay màn đầu tiên cho người chơi chọn nhưng một số nhân vật khác, người chơi chỉ có thể sử dụng khi mở khóa (Unlock) sau khi hoàn thành những màn chơi hay thực hiện những nhiệm vụ được chỉ dẫn.
Tất cả các nhân vật chính đều lấy từ nguồn tư liệu lịch sử Tam Quốc chí, nhưng không dừng lại đó, Dynasty Warriors còn sử dụng tư liệu của tác phẩm Tam Quốc diễn nghĩa cũng như những nhân vật được hư cấu trong văn hóa Trung Quốc. Những nhân vật trong Dynasty Warriors được xây dựng nhìn chung bám sát với nội dung của sử sách đặc biệt là những hư cấu trong Tam Quốc diễn nghĩa, kinh kịch Trung Quốc, văn hóa dân gian Trung Quốc với những dáng điệu, trang phục cổ điển và đặc biệt là có những nét cách điệu pha trộn phong cách hiện đại, trẻ trung, cá tính của ngày nay để tạo nên những hình tượng nhân vật đa dạng phong phú đáp ứng cho thị hiếu ngày càng đa dạng của người chơi.

## Bảng danh sách các nhân vật
| Name           | Forces                       | DW         | DW2        | DW3        | DW4        | DW5        | DW6        | DW7        | DW8        | Debut  |
| -------------- | ---------------------------- | ---------- | ---------- | ---------- | ---------- | ---------- | ---------- | ---------- | ---------- | ------ |
| Bao Sanniang   | Shu                          | Red X      | Red X      | Red X      | Red X      | Red X      | Red X      | Green tick | Green tick | DW7    |
| Cai Wenji*     | Wei                          | Red X      | Red X      | Red X      | Red X      | Red X      | Red X      | Green tick | Green tick | DW:SF2 |
| Cao Cao        | Wei                          | Green tick | Green tick | Green tick | Green tick | Green tick | Green tick | Green tick | Green tick | DW     |
| Cao Pi         | Wei                          | Red X      | Red X      | Red X      | Red X      | Green tick | Green tick | Green tick | Green tick | DW5    |
| Cao Ren        | Wei                          | Red X      | Red X      | Red X      | Green tick | Green tick | Green tick | Green tick | Green tick | DW4    |
| Chen Gong*     | Others                       | Red X      | Red X      | Red X      | Red X      | Red X      | Red X      | Red X      | Green tick | DW8:XL |
| Daqiao         | Wu                           | Red X      | Red X      | Green tick | Green tick | Green tick | Red X      | Green tick | Green tick | DW3    |
| Deng Ai        | Jin                          | Red X      | Red X      | Red X      | Red X      | Red X      | Red X      | Green tick | Green tick | DW7    |
| Dian Wei       | Wei                          | Green tick | Green tick | Green tick | Green tick | Green tick | Green tick | Green tick | Green tick | DW     |
| Diaochan       | Others                       | Green tick | Green tick | Green tick | Green tick | Green tick | Green tick | Green tick | Green tick | DW     |
| Ding Feng      | Wu                           | Red X      | Red X      | Red X      | Red X      | Red X      | Red X      | Green tick | Green tick | DW7    |
| Dong Zhuo      | Others                       | Red X      | Green tick | Green tick | Green tick | Green tick | Green tick | Green tick | Green tick | DW2    |
| Fa Zheng*      | Shu                          | Red X      | Red X      | Red X      | Red X      | Red X      | Red X      | Red X      | Green tick | DW8:XL |
| Fu Xi          | Unrelated                    | Red X      | Red X      | Green tick | Red X      | Red X      | Red X      | Red X      | Red X      | DW3    |
| Gan Ning       | Wu                           | Red X      | Green tick | Green tick | Green tick | Green tick | Green tick | Green tick | Green tick | DW2    |
| Guan Ping      | Shu                          | Red X      | Red X      | Red X      | Red X      | Green tick | Green tick | Green tick | Green tick | DW5    |
| Guan Suo       | Shu                          | Red X      | Red X      | Red X      | Red X      | Red X      | Red X      | Green tick | Green tick | DW7    |
| Guan Xing      | Shu                          | Red X      | Red X      | Red X      | Red X      | Red X      | Red X      | Red X      | Green tick | DW8    |
| Guan Yinping   | Shu                          | Red X      | Red X      | Red X      | Red X      | Red X      | Red X      | Red X      | Green tick | DW8    |
| Guan Yu        | Shu                          | Green tick | Green tick | Green tick | Green tick | Green tick | Green tick | Green tick | Green tick | DW     |
| Guo Huai       | Jin                          | Red X      | Red X      | Red X      | Red X      | Red X      | Red X      | Green tick | Green tick | DW7    |
| Guo Jia*       | Wei                          | Red X      | Red X      | Red X      | Red X      | Red X      | Red X      | Green tick | Green tick | DW7:XL |
| Han Dang       | Wu                           | Red X      | Red X      | Red X      | Red X      | Red X      | Red X      | Red X      | Green tick | DW8    |
| Huang Gai      | Wu                           | Red X      | Red X      | Green tick | Green tick | Green tick | Green tick | Green tick | Green tick | DW3    |
| Huang Zhong    | Shu                          | Red X      | Green tick | Green tick | Green tick | Green tick | Green tick | Green tick | Green tick | DW2    |
| Jia Chong      | Jin                          | Red X      | Red X      | Red X      | Red X      | Red X      | Red X      | Red X      | Green tick | DW8    |
| Jia Xu         | Wei                          | Red X      | Red X      | Red X      | Red X      | Red X      | Red X      | Green tick | Green tick | DW7    |
| Jiang Wei      | Shu                          | Red X      | Green tick | Green tick | Green tick | Green tick | Red X      | Green tick | Green tick | DW2    |
| Li Dian        | Wei                          | Red X      | Red X      | Red X      | Red X      | Red X      | Red X      | Red X      | Green tick | DW8    |
| Lianshi        | Wu                           | Red X      | Red X      | Red X      | Red X      | Red X      | Red X      | Green tick | Green tick | DW7    |
| Ling Tong      | Wu                           | Red X      | Red X      | Red X      | Red X      | Green tick | Green tick | Green tick | Green tick | DW5    |
| Liu Bei        | Shu                          | Green tick | Green tick | Green tick | Green tick | Green tick | Green tick | Green tick | Green tick | DW     |
| Liu Shan       | Shu                          | Red X      | Red X      | Red X      | Red X      | Red X      | Red X      | Green tick | Green tick | DW7    |
| Lu Bu          | Others                       | Green tick | Green tick | Green tick | Green tick | Green tick | Green tick | Green tick | Green tick | DW     |
| Lu Lingqi*     | Others                       | Red X      | Red X      | Red X      | Red X      | Red X      | Red X      | Red X      | Green tick | DW8:XL |
| Lu Meng        | Wu                           | Red X      | Green tick | Green tick | Green tick | Green tick | Green tick | Green tick | Green tick | DW2    |
| Lu Su          | Wu                           | Red X      | Red X      | Red X      | Red X      | Red X      | Red X      | Red X      | Green tick | DW8    |
| Lu Xun         | Wu                           | Green tick | Green tick | Green tick | Green tick | Green tick | Green tick | Green tick | Green tick | DW     |
| Ma Chao        | Shu                          | Red X      | Green tick | Green tick | Green tick | Green tick | Green tick | Green tick | Green tick | DW2    |
| Ma Dai         | Shu                          | Red X      | Red X      | Red X      | Red X      | Red X      | Red X      | Green tick | Green tick | DW7    |
| Meng Huo*      | Others                       | Red X      | Red X      | Green tick | Green tick | Green tick | Green tick | Green tick | Green tick | DW3    |
| Nobunaga       | Unrelated                    | Green tick | Red X      | Red X      | Red X      | Red X      | Red X      | Red X      | Red X      | DW     |
| Nuwa           | Unrelated                    | Red X      | Red X      | Green tick | Red X      | Red X      | Red X      | Red X      | Red X      | DW3    |
| Pang De*       | Wei                          | Red X      | Red X      | Red X      | Red X      | Green tick | Red X      | Green tick | Green tick | DW5    |
| Pang Tong      | Shu                          | Red X      | Red X      | Green tick | Green tick | Green tick | Green tick | Green tick | Green tick | DW3    |
| Sima Shi       | Jin                          | Red X      | Red X      | Red X      | Red X      | Red X      | Red X      | Green tick | Green tick | DW7    |
| Sima Yi        | Wei (DW2-DW6), Jin (DW7-DW8) | Red X      | Green tick | Green tick | Green tick | Green tick | Green tick | Green tick | Green tick | DW2    |
| Sima Zhao      | Jin                          | Red X      | Red X      | Red X      | Red X      | Red X      | Red X      | Green tick | Green tick | DW7    |
| Sun Ce         | Wu                           | Red X      | Red X      | Green tick | Green tick | Green tick | Green tick | Green tick | Green tick | DW3    |
| Sun Jian       | Wu                           | Red X      | Green tick | Green tick | Green tick | Green tick | Green tick | Green tick | Green tick | DW2    |
| Sun Quan       | Wu                           | Red X      | Green tick | Green tick | Green tick | Green tick | Green tick | Green tick | Green tick | DW2    |
| Sun Shangxiang | Wu                           | Green tick | Green tick | Green tick | Green tick | Green tick | Green tick | Green tick | Green tick | DW     |
| Taishi Ci      | Wu                           | Green tick | Green tick | Green tick | Green tick | Green tick | Green tick | Green tick | Green tick | DW     |
| Toukichi       | Unrelated                    | Green tick | Red X      | Red X      | Red X      | Red X      | Red X      | Red X      | Red X      | DW     |
| Wang Yi*       | Wei                          | Red X      | Red X      | Red X      | Red X      | Red X      | Red X      | Green tick | Green tick | DW7:XL |
| Wang Yuanji    | Jin                          | Red X      | Red X      | Red X      | Red X      | Red X      | Red X      | Green tick | Green tick | DW7    |
| Wei Yan        | Shu                          | Red X      | Red X      | Green tick | Green tick | Green tick | Green tick | Green tick | Green tick | DW3    |
| Wen Yang       | Jin                          | Red X      | Red X      | Red X      | Red X      | Red X      | Red X      | Red X      | Green tick | DW8    |
| Xiahou Ba      | Jin                          | Red X      | Red X      | Red X      | Red X      | Red X      | Red X      | Green tick | Green tick | DW7    |
| Xiahou Dun     | Wei                          | Green tick | Green tick | Green tick | Green tick | Green tick | Green tick | Green tick | Green tick | DW     |
| Xiahou Yuan    | Wei                          | Red X      | Green tick | Green tick | Green tick | Green tick | Green tick | Green tick | Green tick | DW2    |
| Xiaoqiao       | Wu                           | Red X      | Red X      | Green tick | Green tick | Green tick | Green tick | Green tick | Green tick | DW3    |
| Xingcai        | Shu                          | Red X      | Red X      | Red X      | Red X      | Green tick | Red X      | Green tick | Green tick | DW5    |
| Xu Huang       | Wei                          | Red X      | Red X      | Green tick | Green tick | Green tick | Green tick | Green tick | Green tick | DW3    |
| Xu Shu*        | Shu                          | Red X      | Red X      | Red X      | Red X      | Red X      | Red X      | Green tick | Green tick | DW7:E  |
| Xu Zhu         | Wei                          | Green tick | Green tick | Green tick | Green tick | Green tick | Green tick | Green tick | Green tick | DW     |
| Yu Jin*        | Wei                          | Red X      | Red X      | Red X      | Red X      | Red X      | Red X      | Red X      | Green tick | DW8:XL |
| Yuan Shao      | Others                       | Red X      | Green tick | Green tick | Green tick | Green tick | Green tick | Green tick | Green tick | DW2    |
| Yue Jin        | Wei                          | Red X      | Red X      | Red X      | Red X      | Red X      | Red X      | Red X      | Green tick | DW8    |
| Yueying        | Shu                          | Red X      | Red X      | Red X      | Green tick | Green tick | Green tick | Green tick | Green tick | DW4    |
| Zhang Bao      | Shu                          | Red X      | Red X      | Red X      | Red X      | Red X      | Red X      | Red X      | Green tick | DW8    |
| Zhang Chunhua  | Jin                          | Red X      | Red X      | Red X      | Red X      | Red X      | Red X      | Red X      | Green tick | DW8    |
| Zhang Fei      | Shu                          | Green tick | Green tick | Green tick | Green tick | Green tick | Green tick | Green tick | Green tick | DW     |
| Zhang He       | Wei                          | Red X      | Red X      | Green tick | Green tick | Green tick | Green tick | Green tick | Green tick | DW3    |
| Zhang Jiao     | Others                       | Red X      | Green tick | Green tick | Green tick | Green tick | Green tick | Green tick | Green tick | DW2    |
| Zhang Liao     | Wei                          | Red X      | Green tick | Green tick | Green tick | Green tick | Green tick | Green tick | Green tick | DW2    |
| Zhao Yun       | Shu                          | Green tick | Green tick | Green tick | Green tick | Green tick | Green tick | Green tick | Green tick | DW     |
| Zhenji         | Wei                          | Red X      | Red X      | Green tick | Green tick | Green tick | Green tick | Green tick | Green tick | DW3    |
| Zhong Hui      | Jin                          | Red X      | Red X      | Red X      | Red X      | Red X      | Red X      | Green tick | Green tick | DW7    |
| Zhou Tai       | Wu                           | Red X      | Red X      | Red X      | Green tick | Green tick | Green tick | Green tick | Green tick | DW4    |
| Zhou Yu        | Wu                           | Green tick | Green tick | Green tick | Green tick | Green tick | Green tick | Green tick | Green tick | DW     |
| Zhu Ran*       | Wu                           | Red X      | Red X      | Red X      | Red X      | Red X      | Red X      | Red X      | Green tick | DW8:XL |
| Zhurong        | Others                       | Red X      | Red X      | Green tick | Green tick | Green tick | Red X      | Green tick | Green tick | DW3    |
| Zhuge Dan      | Jin                          | Red X      | Red X      | Red X      | Red X      | Red X      | Red X      | Green tick | Green tick | DW7    |
| Zhuge Liang    | Shu                          | Green tick | Green tick | Green tick | Green tick | Green tick | Green tick | Green tick | Green tick | DW     |
| Zuo Ci         | Others                       | Red X      | Red X      | Red X      | Red X      | Green tick | Red X      | Red X      | Green tick | DW5    |

Ghi chú:
- Meng Huo không hiện diện trong Dynasty Warriors 6, nhưng trở lại trong Dynasty Warriors 6: Empires.
- Pang De không hiện diện tại Dynasty Warriors 7, nhưng xuất hiện tại Dynasty Warriors 7: Xtreme Legends.
- Guo Jia và Wang Yi không được chơi tại Dynasty Warriors 7, tuy nhiên có thể sử dụng tại Dynasty Warriors 7: Xtreme Legends.
- Xu Shu không hiện diện trong Dynasty Warriors 7, nhưng sau đó được thêm vào Dynasty Warriors 7: Empires.
- Chen Gong, Fa Zheng, Lu Lingqi, Yu Jin và Zhu Ran không hiện diện trong Dynasty Warriors 8, nhưng sau đó được thêm vào Dynasty Warriors 8: Xtreme Legends.
- Cai Wenji xuất hiện lần đầu trong Dynasty Warriors: Strikeforce 2, nhưng nhân vật này được xem là chính thức xuất hiện trong Dynasty Warriors 7.

## Phe Jin / Shin / 晋 / Tấn

### Deng Ai / Tou Gai / 鄧艾
Ra mắt tại phiên bản thứ 7

### Guo Huai / Kaku Wai / 郭淮
Ra mắt tại phiên bản thứ 7

### Sima Yi / Shiba I / 司馬懿
Sima Yi ra mắt tại Dynasty Warriors 2. Ban đầu nhân vật này thuộc phe Wei, đến phiên bản thứ 7 thì là người đứng đầu một phe, phe Jin.
Tư Mã Ý xuất hiện trong loạt trò chơi Dynasty Warriors của Koei, lần đầu ông xuất hiện ở Dynasty Warriors 2. Tư Mã Ý được thể hiện như một người xảo quyệt, tàn nhẫn và đặc biệt kiêu ngạo với mỗi chiến thắng. Trong suốt trò chơi đối thủ của ông là Gia Cát Lượng cho tới khi ông này chết ở cao nguyên Ngũ Trượng, tỉnh Thiểm Tây. 
Trong Dynasty Warriors 6 ông có vẻ ngoài hơi khác thay chiếc quạt lông bằng vuốt.
Trong Dynasty Warriors 7, ông trở lại sử dụng cầm Quạt lông có tên Phượng hoàng dực ("Fenghuang Wing"): Cánh phượng hoàng và là lãnh đạo của nước Tấn (Jin) - một nước mới của game. Điểm đáng lưu ý nhất ở ông là giọng cười vô cùng gian tà và luôn nhục mạ đối thủ.

### Zhang Chunhua /Chō Shunka /张春华
Xem thêm thông tin: Trương Xuân Hoa
Ra mắt tại phiên bản 8

### Sima Shi / Shiba Shi / 司馬師
Ra mắt tại phiên bản thứ 7

### Sima Zhao / Shiba Shou / 司馬昭
Ra mắt tại phiên bản 7

### Wang Yuanji / Ou Genki / 王元姫
Ra mắt tại phiên bản 7, là vợ của Sima Zhao. Giống như Liên Thị, Vương Nguyên Cơ xuất hiện từ phần 7 của Dynasty Warriors và là nhân vật nữ chính duy nhất thuộc phe Tấn. Cô có tính cách điềm đạm, thích quan tâm đến người khác. Trong game, Vương Nguyên Cơ luôn sát cánh cùng chồng Tư Mã Chiêu và dòng họ Tư Mã để chiến đấu đoạt thiên hạ từ các thế lực khác.

### Jia Chong /Ka Jū /賈充
Xem thêm thông tin: Giả Sung
Ra mắt tại phiên bản 8

### Xiahou Ba / Kakou Ha / 夏侯霸
Ra mắt tại phiên bản 7

### Zhong Hui / Shou Kai / 鍾會
Ra mắt tại phiên bản 7

### Zhuge Dan / Shokatsu Tan / 諸葛誕
Ra mắt tại phiên bản 7

### Wen Yang/Bun Ō/文鴦
Xem thêm thông tin: Văn Ương
Ra mắt tại phiên bản 8.

## Phe quần hùng (Others)

### Diao Chan / Chousen / 貂蝉
Nhân vật được tạo hình đẹp nhất trong DW, trong trò chơi này, Diao Chan là vợ của Lu Bu (Lã Bố), luôn đi theo nhân vật này. Chỉ có một lần ở phiên bản DW 3, Diao Chan phản bội lại LuBu nhưng bị LuBu đánh bại và đi theo nhân vật LuBu. Xuất hiện từ phiên bản đầu tiên của dòng game Dynasty Warriors, Điêu Thuyền đã lập tức thu hút sự chú ý của phái mạnh với thân hình chuẩn, khuôn mặt thanh tú hoàn hảo.

### Lu Bu / Ryo Fu / 呂布
Là nhân vật được thiết kế mạnh nhất trong DW, nhân vật này đặc biệt mạnh tại màn Hulao Gate (Hổ Lao Quan)
Lữ Bố là một nhân vật trong các trò chơi phổ biến loạt Dynasty Warriors, nơi ông thường là nhân vật mạnh nhất và sử dụng Phương Thiên Họa Kích (Sky Piercer). Ông thường được miêu tả là đầu búi tóc đội kim quy, như trong hình ảnh truyền thống của ông. Trong Dynasty Warriors 6 ông mặc áo giáp màu đen, và sử dụng song kích. Ông là nhân vật rất khó để đánh bại trong DW6.
- Lữ Bố trong tựa game này luôn là người có chỉ số Tấn công/Attack cao nhất và các đòn đánh của ông có tầm rất rộng.
- Khi xung trận, ông luôn cầm trong tay Phương Thiên Họa Kích (Sky Piercer) và cưỡi Xích Thố (Red Hare) như trong các tác phẩm văn học.
- Ở tựa game thứ 6, vũ khí của nhân vật này là Song kích ghép lại với nhau thành hình chữ Thập và tất cả các chỉ số đều đạt mức tối đa là 1000.
- Cũng ở tựa game thứ 6, kỹ năng Swift Attack của nhân vật này có thời gian lâu nhất và rất dễ nâng cấp vì khi được kích hoạt, kỹ năng này sẽ làm cho đối phương rơi điểm kinh nghiệm thường xuyên.
- Từ tựa game thứ 6 trở về sau, màu trang phục của nhân vật này là đen cùng với màu đỏ của 02 đuôi lông vũ trên kim mão dài đến gần chạm gót chân.
- Ở tựa game thứ 7, đơn kích là vũ khí chính của nhân vật này và tầm sát thương cũng như sát thương rất cao. Các đòn đánh của nhân vật này cũng được hỗ trợ thêm những cơn lốc nhỏ giúp làm đầy thanh Musou rất nhanh.
- Air Musou của nhân vật này được đánh giá là mạnh nhất trong tựa game vì có thể hạ gục tướng đối phương chỉ bằng 2 lần sử dụng ở chế độ khó ở mức Hard.

### Chen Gong /Chin Kyū/ 陳宮
Xem thêm thông tin: Trần Cung
Nhân vật mới trong Dynasty Warriors 8: Xtreme Legends

### Lu Lingqi/Ryō Reiki /呂玲綺
Xem thêm thông tin: Lã Linh Khởi
Nhân vật mới trong Dynasty Warriors 8: Xtreme Legends

### Zhang Jiao / Chou Kaku / 張角
Là típ nhân vật có phép thuật

### Zhu Rong / Shuku Yuu / 祝融
Nhân vật này xây dựng bám sát với mô tả của Tam Quốc diễn nghĩa, theo đó trong Tam Quốc diễn nghĩa, Chúc Dung được mô tả là con cháu của thần hỏa và bà có tài phóng dao. Trong DW, nhân vật Zhu Rong sử dụng các đòn đánh nhất là các đòn liên hoàn (Combos) là các tuyệt chiêu đều có lửa bắn ra. Đặc biệt nhân vật này có các chiêu về phóng dao. Zhu Rong sử dụng vũ khí chính là một cái Bum mê răng, một vũ khí đặc trưng của các thổ dân. Trong trò này, Chúc Dung được xuất hiện tại phiên bản thứ 5 mà được thiết kế tạo hình trong trò chơi này là một người phụ nữ tóc vàng da ngăm, có thân hình phốp pháp, hấp dẫn, ăn mặc hở hang, sử dụng một cái bumerang và có tuyệt chiêu phi dao và phóng ra lửa.

### Zuo Ci / Sa Ji / 左慈

Tả Từ xuất hiện trong Dynasty Warriors 5

Nhân vật có phép thuật. Một thể loại giống như Jiang Jiao. 
Tả Từ là một nhân vật có thể nhập vai trong loạt game Warriors Orochi và Dynasty Warriors 5, ngoại hình là một lão già 70 tuổi. Biểu tượng của Tả Từ là Thái cực Bát quái đồ.
Trong Dynasty Warriors 5, Tả Từ là nhân vật được mở khóa với điều kiện toàn bộ nhân vật khác đã được mở. Tả Từ được xem là nhân vật đồng hạng với nhân vật mạnh nhất trong trò chơi, sử dụng lối đánh, chiêu thức bằng phép thuật với vũ khí là những lá bùa phép, hình tượng cho cấp bậc vũ khí từ yếu đến mạnh nhất có tham chiếu đến Tứ tượng Trung Hoa: bạch hổ, thanh long, phượng hoàng và kỳ lân.
Vai trò của Tả Từ trong cốt truyện là một lão già ngắm nhìn thế giới biến đổi, không theo bất cứ phe nào vào thường đi riêng rẽ, mục tiêu của ông là tìm kiếm một nhân vật có khả năng chấm dứt thời kỳ loạn lạc binh biến, thống nhất Trung Hoa và mang lại hòa bình. Những đối tượng mà Tả Từ nhắm đến là Tào Tháo, Lưu Bị và cuối cùng là Tư Mã Ý. Musou Mode của Tả Từ có đến 8 cảnh chơi, ngang bằng với của Lưu Bị, Tào Tháo và Tôn Kiên, nhiều hơn tất cả các nhân vật khác. Trong bản mở rộng Xtreme Legends, Trương Giác đã nhận xét Tả Từ chỉ là một thây ma còn sống đứng ngoài cuộc.
Các nhà sản xuất cho biết họ không có ý định để Tả Từ xuất hiện trong các phần sau của Dynasty Warriors, vì cho rằng muốn giữ cách trình bày cốt truyện trò chơi dưới quan điểm gần sát lịch sử hơn và Tả Từ không phù hợp với tiêu chí đó. Tả Từ được chuyển sang series game Warriors Orochi các bản sau đó.
Tả Từ đã trở lại trong bản Dynasty Warriors 8 (Shin Sangoku Musou 7), xuất hiện tại cốt truyện của phe Ngụy, là một đối thủ cực kỳ nguy hiểm. Vẫn đứng trên lập trường chính nghĩa của Lưu Bị, Tả Từ thâm nhập vào Hứa Xương và thực hiện nỗ lực ám sát Tào Phi bằng yêu thuật nhưng lại bị cản trở vào khúc cuối.

## Phe Shu / Shoku / 蜀 / Thục

### Bao Sanniang / Hou Sanjou / 鮑三娘
Xuất hiện tại Dynasty Warriors 7. Là vợ của Guan Suo. Bao Tam Nương (tên tiếng Trung: Bao Sanniang) là nhân vật chơi được đầu tiên trong dòng game Dynasty Warriors mà không xuất xứ từ tiểu thuyết Tam Quốc Diễn Nghĩa của La Quán Trung. Cô là con gái thứ ba của dòng họ Bao. Trong tiểu thuyết gốc, Bao Tam Nương là một trong các người vợ của Quan Sách. Cô sở hữu trang phục mang vẻ "phá cách" với quần ống ngắn và áo hở bụng.

### Guan Suo / Kan Saku / 關索
Guan Suo là nhân vật mới trong Dynasty Warriors 7. 
Vũ khí chính là cặp nhị khúc côn.

### Guan Xing/Kan Kō /關興
Xem thêm thông tin: Quan Hưng
Ra mắt tại phiên bản 8

### Guan Yinping/Kan Ginpei /關銀屏
Quan Ngân Bình, xuất hiện tại Dynasty Warriors 8, là con gái của Quan Vũ, em của Quan Bình và Quan Hưng, khi Tôn Quyền muốn Quan Vũ gả Ngân Bình cho con trai mình, Quan Vũ đã nói: "Nòi hổ không thể gả cho nòi chó"

### Huang Zhong / Kou Chuu / 黄忠
Huang Zhong là nhân vật lớn tuổi nhất trong Dynasty Warriors

### Ma Chao / Ba Chou / 馬超

Mã Siêu trong trò chơi Dynasty Warriors 4

Trong Game này, Mã Siêu xuất hiện từ phiên bản DW2 đến DW6 và DW Orochi. Hình ảnh của ông được miêu tả một cách phù hợp với Tam Quốc diễn nghĩa và có những đường nét cách tân hiện đại. Trong Game này, Mã Siêu được xây dựng là một chàng thanh niên ở tuổi 20, có dung mạo tuyệt đẹp và được trang bị một bộ áo giáp tinh xảo. Đòn đánh cơ bản là Hồi mã thương. Tuy vậy phiên bản DW6 thì có phần khác với các phiên bản trước đó khi Mã Siêu được xây dựng như một chiến binh Châu Âu với mái tóc vàng rực, sử dụng một thanh kiếm bản rộng và một ngọn thương vàng (khi lên ngựa).

### Ma Dai / Ba Tai / 馬岱
Là nhân vật mới trong Dynasty Warriors 7.

### Xing Cai / Sei Sai / 星彩

Tinh Thái, trong phần 5 của Chân Tam Quốc vô song.

Đây là một nhân vật được xây dựng trong trò chơi điện tử Dynasty Warriors. Nhân vật Tinh Thái dựa trên hình ảnh hai bà hoàng hậu họ Trương (đều là con gái của Trương Phi, em gái của Trương Bào) của Lưu Thiện. Tinh Thái xuất hiện lần đầu trong phần 5 của trò chơi này và là vợ của Lưu Thiện (刘禅/劉禪) (trong trò chơi tên tiếng Anh là Liu Chan-có lẽ là do cách phiên âm sai 刘饞: Lưu Sàm), hoàng đế nước Thục và đồng thời cũng là cháu trai của Trương Phi, do Trương Phi kết nghĩa anh em với Lưu Bị. Hình tượng nhân vật Tinh Thái nổi bật lên khí chất của con nhà võ.
Tinh Thái được mô tả như là một chiến binh sử dụng chĩa hai ngạnh gọi là "Tham vọng", mục đích của cô trong cuộc sống là bảo vệ đất nước của chồng thay cho cha mình. Tinh Thái thích săn bắn cũng như là người nhiều tham vọng và hiếu kỳ. Trong trò chơi, người ta cũng cho rằng Tinh Thái và Quan Bình, con nuôi của Quan Vũ, có một số quan hệ tình cảm lãng mạn. Cùng với Quan Bình, cô được miêu tả sinh động như là tương lai của nước Thục.

### Zhang Bao/Chō Hō /張苞
Xem thêm thông tin: Trương Bào
Ra mắt tại phiên bản 8

### Yue Ying / Getsu Ei / 月英
Trong game, Nguyệt Anh 23 tuổi và cao 1,69 m.

### Xu Shu /Jo Sho /徐庶
Xem thêm thông tin: Từ Thứ
Nhân vật mới trong Dynasty Warriors 7: Empires

### Fa Zheng /Hō Sei /法正
Xem thêm thông tin: Pháp Chính
Nhân vật mới trong Dynasty Warriors 8: Xtreme Legends

## Phe Wei / Gi / 魏 / Ngụy

### Cai Wenji / Sai Bunki / 蔡文姫
Xuất hiện đầu tiên ở DW: Strike Force, cô được add vào phần 7 này. Là nhân vật nữ thứ hai của Wei với sự thánh thiện và lòng bao dung. Mặc dù cô không muốn tham gia chiến tranh nhưng vì muốn đất nước hòa bình nên cô ủng hộ người bạn tri ân Tào Tháo. Biểu tượng của cô là Mặt Trăng Khuyết, với vũ khí là đàn nhị hồ và đàn không hầu.

### Cao Ren / Sou Jin / 曹仁
Trong trò Dynasty Warriors 5, ông là một vị chỉ huy khôn ngoan và tài ba, hết lòng trung thành với Tào Tháo.
Trong trò Warriors Orochi, ông theo Orochi, thách thức phe Samurai(thực ra là lệnh của Tào Phi và Tôn Quyền) nhưng ông đã thất bại và phục tùng Oda Nobunaga.Cách mở khoá là: Màn 5-X: Phe Samurai:
Bảo vệ quân liên minh Takeda-Uesugi đến khi hai chủ sai quân lính cưỡi ngựa tới,dọn đường cho họ.Đến tên lính thứ ba thì Tào Nhân đến chặn. Đánh bại ông, đợi ông nói mấy câu rồi hạ Tào Phi và Tôn Quyền.

### Guo Jia / Kaku Ka / 郭嘉
Nhân vật mới trong Dynasty Warriors 7: Xtreme Legends. Là nhân vật đáng quan tâm nhất chính là nhân vật Guo Jia, người sỡ hữu đến 2 chiêu thức sát thủ được đánh giá là mạnh nhất trong phiên bản này. Diện mạo của nhân vật trông khá yếu ớt và các đòn đánh liên quan nhiều đến phép thuật. Vũ khí chính của Guo Jia là Cơ và Cầu, tức là 1 cơ thủ billiard chính hiệu. Anh sẽ dùng cây Cơ của mình đánh các quả Cầu bay đến đối thủ. Nhân vật này sở hữu đến 2 tuyệt chiêu mạnh nhất game. Tuyệt chiêu đầu tiên là một quả cầu ngoại cỡ có thể hút toàn bộ quân địch xung quanh khiến chúng trở nên bất động, lúc này người chơi chỉ việc lao vào chặt chém thoải mái cho tới khi kẻ thù ngã xuống. Chiêu thức sát thủ thứ 2 là tạo ra vô số những quả cầu và bắn chúng với tốc độ ánh sáng vào người quân thù, một khi đã xuất chiêu thì việc duy nhất kẻ thù có thể làm là đứng im và chịu đòn mà thôi… cầm một quyền trượng cùng 4 quả cầu thần kỳ, tạo ra một vẻ ngoài khá ma quái nhưng đầy cuốn hút. Anh là 1 chìa khoá quan trọng để mở 1 thời kỳ mới cho nhà Nguỵ trong bản 8.

### Jia Xu / Ka Ku / 賈詡
Nhân vật mới trong Dynasty Warriors 7

### Xun Yu/Jun Iku /荀彧
Xem thêm thông tin: Tuân Úc
Nhân vật mới trong Dynasty Warriors 8: Empires

### Pang De / Hou Toku / 龐徳
Ở trò chơi này, ông được xây dựng là một võ tướng phe Ngụy khẳng khái, là chủ công của quân Tây Lương trong Dynasty Warriors 5, trong phiên bản này, ông được xây dựng giống như là một hiệp sĩ châu Âu thời trung cổ với bộ áo giáp của Kỵ sĩ châu âu.

### Wang Yi / Ou I / 王異
Wang Yi là 1 nhân vật nữ thứ ba của phe Wei xuất hiện ở bản mở rộng của DW8: Xtreme Legend. Cô có mối thù không đội trời chung với Ma Chao phe Shu, người đã giết cả gia đình cô. Wang Yi mang 1 cặp Trishula làm vũ khí, nó có thể đỡ đòn nhất là tên và đạn ngay cả khi đang tấn công. Thế mạnh của nhân vật này chính là tốc độ, Wang Yi có thể ra đòn dồn dập khiến đối thủ một khi đã bay lên không thì chỉ mất máu và chết.

### Yu Jin /U Kin /于禁
Xem thêm thông tin: Vu Cấm
Nhân vật mới trong Dynasty Warriors 8: Xtreme Legends

### Yue Jin / Gaku Shin /樂進
Xem thêm thông tin: Nhạc Tiến
Ra mắt tại phiên bản 8

### Li Dian /Ri Ten /李典
Xem thêm thông tin: Lý Điển
Ra mắt tại phiên bản 8

### Zhen Ji / Shin Ki / 甄姫
Mỹ nhân này toát lên vẻ đẹp cao sang quyền quý và pha chút lạnh lùng dưới nét vẽ tài tình của Koei, với biểu tượng là Bạch Khổng Tước - một con Công trắng yêu kiều. Cô là con dâu của Tào Tháo, vợ của Tào Phi. Vũ khí chính của cô là Yêu Nguyệt Tiêu - một cây sáo dát vàng. Trong game, các đòn cước và chiêu thức âm nhạc của Chân Thị được đánh giá là rất linh hoạt và hiệu quả.

## Phe Wu / Go / 呉 / Ngô

### Daqiao / Dai Kyou / 大喬

Tiểu Kiều ở đứng ở phía trước bên trái, Đại Kiều đứng ở phía sau, bên phải

Được giới thiệu lần đầu trong Dynasty Warriors 3, Đại Kiều sinh ra trong một gia đình quyền quý và sở hữu nhan sắc tuyệt trần. Vốn là tiểu thư nên Đại Kiều khá nhút nhát, thường chỉ chú tâm vào việc nữ công gia chánh. Trong dòng game Dynasty Warriors, Đại Kiều 17 tuổi và cao 1,6 m.

### Ding Feng / Tei Hou / 丁奉
Xuất hiện lần đầu tại Dynasty Warriors 7.

### Han Dang /Kan Tō /韓當
Xem thêm thông tin: Hàn Đương
 Ra mắt tại phiên bản 8

### Lianshi / Renshi / 練師
Là cần vệ nữ của Tôn Thượng Hương, sau là vợ của Tôn Quyền, sử dụng cây Nỏ. Là nhân vật mới trong Dynasty Warriors 7, Liên Sư cao 1,65 m và sở hữu thân hình với 3 vòng gợi cảm. Cô ra sức bảo vệ những người thân yêu nhất của mình cũng như hỗ trợ tinh thần cho Tôn Quyền.

### Zhu Ran / Shu Zen / 朱然
Nhân vật mới trong Dynasty Warriors 8: Xtreme Legends

### Sun Shang Xiang / Son Shoukou / 孫尚香
Là vợ của Lưu Bị, Tôn Thượng Hương được xem là tuýp phụ nữ mạnh mẽ, năng động, hoạt bát, trái hẳn với một số tiểu thư khác trong dòng game. Đây cũng là một trong những nhân vật nữ giành được cảm tình của nhiều game thủ nhất. Trong dòng game Dynasty Warriors, Tôn Thượng Hương 18 tuổi và cao 1,67 m.

### Xiao Qiao / Shou Kyou / 小喬
Giống Đại Kiều, Tiểu Kiều xuất hiện trong Dynasty Warriors 3, Tiểu Kiều 16 tuổi và cao 1,6 m.

### Lu Su /Ro Shuku /魯肅

Chu Du, chân dung minh họa trong game RTK XI của hãng Koei.

Ra mắt tại phiên bản 8

## Nhân vật không liên quan

### Fu Xi / Fukki / 伏羲
Ông xuất hiện trong các videogame Dynasty Warriors 3, Warriors Orochi 2 và Warriors Orochi Z. Xuất hiện lần đầu trong videogame Dynasty Warriors 3, ông mặc trang phục vải, tóc ngắn màu đen. Phục Hy chỉ ấn tượng với cây kiếm to bản, ngoài ra không có gì nổi bật so với các nhân vật nam trẻ trung đồng lứa.
Với sự trở lại trong Orochi Series, Phục Hy với vẻ ngoài sang trọng bất ngờ, điển trai và vô cùng lịch lãm. Biểu tượng Yin Yang với thanh Phụ Hy Kiếm to bản phong cách châu Âu.

### Nuwa / Joka / 女媧
Cũng như Phục Hy, Nữ Oa trở lại trong Orochi với vẻ ngoài sang trọng hẳn. Kiều kỳ và lạnh lùng. Trang phục rất là gợi cảm. Biểu tượng của cô là Yin Yang, với thanh Ỷ Thiên Kiếm cùng Khiên các đòn đánh rất nhanh mang hơi lạnh của băng giá.